# Ај Карли
Ај Карли (енгл. iCarly) америчка је тинејџерска комедија ситуације коју је створио Ден Шнајдер за Nickelodeon. Главне улоге тумаче Миранда Косгроув, Џенет Макарди, Нејтан Крес и Џери Трејнор. Радња прати Карли Шеј, тинејџерку која је створила свој веб-шоу назван „Ај Карли” са својим најбољим пријатељима Сем Пакет и Фредијем Бенсоном, у поткровљу стана у којем живе она и њен старији брат Спенсер. Како веб-шоу брзо постаје феномен на интернету, они имају задатак да уравнотеже свој уобичајени тинејџерски живот са откаченим ситуацијама у које их повлачи њихова нова слава.
Током првих пет сезона, серија је снимљена у студију Nickelodeon on Sunset пре него што је премештена у студио KTLA Studios у Холивуду за шесту и финалну сезону. Номинована је за Еми за Најбољи дечји програм пет пута. Финале серије, „Ај збогом”, емитовано је 23. новембра 2012.
Иако је серија добила помешан пријем критичара, постала је популарна код публике. Најгледанија епизода била је „Ај спасио сам ти живот”, која је емитована 18. јануара 2010. године, гледало је 11.2 милиона гледалаца; ово је други најгледанији програм у историји канала Nickelodeon.
У децембру 2020. године, оживљену серију је наручио Paramount+ са Косгороувом, Кресом и Трејнором који се враћају.
У Србији, Црној Гори, Републици Српској и Северној Македонији, серија је премијерно приказана 2013. године на каналу Никелодион, синхронизована на српски језик.

## Радња
Када Карли и њена најбоља пријатељица Сем импровизују комедију на школској талент-шоу аудицији, технолошки талентовани Фреди је снима и објављује на мрежи а да их не обавести. Пошто су видели јаку хемију и зезање девојака, онлајн-публика тражи још и Ај Карли веб-пренос је уведен. Троје тинејџера сматрају да су њихови уобичајени адолесцентски животи бачени у петљу кад открију да су постали сензација на мрежи јер њихов шоу — који укључује такмичења у талентима, рецепте, решавање проблема и насумични плес — доноси међународна признања.
Карли живи у Сијетлу са својим одраслим братом и старатељем Спенсером, а шоу продуцира у импровизованом студијском поткровљу на трећем спрату у њиховом стану. Њихов отац, Стивен Шеј, официр је Америчког ратног ваздухопловства стациониран на подморници и често се спомиње, али се виђа само током финалне епизоде серије „Ај збогом”.
Спољни снимци стамбене зграде Шејевих, Башвел плаза, дигитално су измењене слике зграде Истерн Колумбија у Лос Анђелесу.

## Ликови

### Главни ликови
- Карли Шеј је млада 15-годишњакиња која живи у апартману у граду Сијетл са својим старијим братом Спенсером. Најбољи пријатељи су јој Сем Пакет и Фреди Бенсон. Отац јој ради у Америчкој морнарици. Она је врло добар ђак. Највећи непријатељ јој је дечак по имену Невел Паперман. Карли има веб-шоу Ај Карли.
- Сем Пакет је Карлина најбоља пријатељица. Она јој је такође партнер у веб-шоу. Сем често мора у казну јер је врло неваљала, а најчешће је кажњава госпођа Брикс. Сем њу углавном назива Бриксица. Најчешће се Сем руга Фредију. Сем воли да једе, иако се то на њеном изгледу не види. Омиљена храна јој је шунка. Није само неваљала већ и помало насилна, увек спремна за тучу када треба да одбрани своје пријатеље, себе и шунку. Обожава такође и печену пилетину. Ступа у везу са Фредијем, иако га не подноси.
- Фреди Бенсон је најбољи друг Карли и Сем. Он је технички продуцент Ај Карли. Живи са својом превише заштитнички настројеном мамом, што је чини лудом, Марисом Бенсон. Они живе преко пута Карли и Спенсера. Због тога често проводи време код њих, као и Сем. Дуго је био заљубљен у Карли.
- Спенсер Шеј има 26 година, он је Карлин старији брат. Његов најбољи друг је Чарапко. Чарапко се није видео ни у једној епизоди. Он је на правни факултет ишао само 3 дана, одустао је зато што је желео да постане уметник. Направио је многа уметничка дела, која су мало чудна, али и добра. Такође, он има 2 светска рекорда.
- Гиби Гибсон је дечак који иде у школу заједно са Карли, Сем и Фредијем. Тек у четвртој сезони постаје један од главних ликова. Он има девојку по имену Таша. Има и млађег брата, Гапија.
- Ти-Бо је конобар у посластичарници. Он покушава продати своје крофне, киселе краставчиће, погачице, итд. на штапу. Прави одличан фрапе, што је специјалитет посластичарнице.

### Споредни ликови
- Мариса Бенсон је Фредијева мајка. Превише се брине о Фредију. Увек држи око на Сем зато што сматра да она квари Фредија. Када схвата да су Фред и Сем у вези покушава да затвори Фредија, а да Сем убије. Фред јој то не допушта и бежи са Сем било где само да га не нађе.
- Луберт је јако лош вратар у згради где живе Карли, Фреди и Спенсер. Он има огромну брадавицу на левом образу. По њему су Карли и Сем у свом веб-шоу осмислили рубрику Зезање са Лубертом (енгл. Messin' with Lubhert) у којој изводе шале на које Луберт увек наседне.
- Госпођа Брикс је наставница у Карлиној школи. Свира гајде. Због тога Карли, Сем, Гиби и Фреди воле да причају вицеве о њој. Увек кажњава Сем Пакет због насиља према другој деци.
- Господин Хауард је професор у Карлиној школи. Он мрзи децу и помало је луд.
- Гапи Гибсон је млађи брат Гибија Гибсона...
- Невел Амадеус Паперман је веб-шоу критичар. Његов шоу се зове Невелоград (енгл. Nevelo-city). Он на све начине покушава да се освети Карли, Сем и Фредију зато што је пољубио Карли, а она се јако наљутила и бацила туну на његово лице. Понекад покушава да им упропасти шоу, али ретко успева. Иако милиони људи посећују његов сајт, никад није добио оно што је хтео.
- Чак Чамберс живи у истој згради где и Карли. Има 9 година и јако мрзи Спенсера, због чега је Спенсера мало страх од Чака. Чак одлично зна борилачке вештине и спреман је да уради све само да повреди Спенсера.
- Директор Френклин је директор школе у којој иду Карли, Гиби, Сем и Фреди. Велики је фан iCarly и воли децу.
- Џереми је дечак који иде у школу у којој иде Карли. Он кија и превише, па га због тога зову Бацилко.
- Чарапко је Спенсеров најбољи пријатељ, који никада није приказан. Он прави светлеће чарапе.

## Улоге
| Улога         | Глумац           | Српски глас                    |
| ------------- | ---------------- | ------------------------------ |
| Карли Шеј     | Миранда Косгроув | Јована Чуровић                 |
| Сем Пакет     | Џенет Макарди    | Михаела Стаменковић            |
| Фреди Бенсон  | Нејтан Крес      | Милан Антонић                  |
| Спенсер Шеј   | Џери Трејнор     | Милан Тубић Предраг Дамњановић |
| Гиби          | Ноа Манк         | Немања Живковић                |
| Мариса Бенсон | Мери Шир         | Јелена Стојиљковић             |

## Продукција
Ден Шнајдер је створио серију 2007. године, а снимање је завршено 2012. Једна епизода траје око 23 минута. Ај Карли је 12 пута освојио награде за најбољу тинејџерску серију, 8 пута за најомиљенијег глумца, 1 за најбољу глумачку поставу и 1 за омиљеног лика из серија.

## Епизоде
| Сезона | Сезона | Епизоде | Премијерно приказивање (САД) | Премијерно приказивање (САД) | Премијерно приказивање (Србија) | Премијерно приказивање (Србија) |
| Сезона | Сезона | Епизоде | Прва епизода                 | Последња епизода             | Прва епизода                    | Последња епизода                |
| ------ | ------ | ------- | ---------------------------- | ---------------------------- | ------------------------------- | ------------------------------- |
|        | 1      | 25      | 8. септембар 2007.           | 25. јул 2008.                | 2013.                           | TBA                             |
|        | 2      | 21      | 27. септембар 2008.          | 8. август 2009.              | TBA                             | TBA                             |
|        | 3      | 18      | 12. септембар 2009.          | 26. јун 2010.                | TBA                             | TBA                             |
|        | 4      | 10      | 30. јул 2010.                | 11. јун 2011.                | TBA                             | TBA                             |
|        | 5      | 10      | 13. август 2011.             | 21. јануар 2012.             | TBA                             | TBA                             |
|        | 6      | 6       | 24. март 2012.               | 9. јун 2012.                 | TBA                             | TBA                             |
|        | 7      | 7       | 6. октобар 2012.             | 23. новембар 2012.           | TBA                             | TBA                             |

## Награде и номинације
| Година | Награда                                  | Категорија                                                                       | Рад                                                             | Резлултат  | Реф.          |
| ------ | ---------------------------------------- | -------------------------------------------------------------------------------- | --------------------------------------------------------------- | ---------- | ------------- |
| 2008   | Награде по избору деце                   | Омиљена ТВ емисија                                                               | Ај Карли                                                        | Номинација | [ 4 ] [ 5 ]   |
| 2008   | Награда по избору деце Енглеска          | Омиљена дечја ТВ емисија                                                         | Ај Карли                                                        | Номинација | [ 6 ] [ 7 ]   |
| 2008   | Награда по избору деце Енглеска          | Омиљена женска ТВ звезда                                                         | Миранда Косгров                                                 | Номинација | [ 6 ] [ 7 ]   |
| 2008   | Награда по избору деце Аустралија        | Најбоља телевизијска комедија                                                    | Ај Карли                                                        | Номинација | [ 8 ] [ 9 ]   |
| 2008   | Награда по избору деце Аустралија        | Најбоља интернационална ТВ звезда                                                | Миранда Косгров                                                 | Номинација | [ 8 ] [ 9 ]   |
| 2008   | Награда за младе глумце                  | Најбоље перформансе у ТВ серији — Главна млада глумица                           | Миранда Косгров                                                 | Номинација | [ 10 ]        |
| 2008   | Награда за младе глумце                  | Најбоље перформансе у ТВ серији — Главна млада глумица                           | Џенет Макурди                                                   | Номинација | [ 10 ]        |
| 2008   | Награда за младе глумце                  | Најбоље перформансе у ТВ серији — Главни млади глумац                            | Нејтан Крес                                                     | Номинација | [ 10 ]        |
| 2008   | British Academy Children's Awards        | Интернационално                                                                  | Ај Карли                                                        | Номинација | [ 11 ]        |
| 2008   | Casting Society of America               | Изванредна достигнућа у глуми — Дечја емисија                                    | Шарона Кезин Ли Буоно Криша Булок                               | Номинација | [ 12 ]        |
| 2009   | Награде по избору деце                   | Омиљена ТВ емисија                                                               | Ај Карли                                                        | Освојено   | [ 13 ]        |
| 2009   | Награде по избору деце                   | Омиљена ТВ глумица                                                               | Миранда Косгров                                                 | Номинација | [ 13 ] [ 14 ] |
| 2009   | Награда по избору деце Аустралија        | Омиљена ТВ емисија                                                               | Ај Карли                                                        | Освојено   | [ 15 ]        |
| 2009   | Награда по избору деце Аустралија        | Омиљена интернационална ТВ звезда                                                | Миранда Косгров                                                 | Номинација | [ 16 ]        |
| 2009   | Primetime Emmy Awards                    | Изванредан дечји програм                                                         | Ај Карли                                                        | Номинација | [ 17 ]        |
| 2009   | Награда по избору тинејџера              | Омиљена ТВ глумица: Комедија                                                     | Миранда Косгров                                                 | Номинација | [ 18 ] [ 19 ] |
| 2009   | Награда по избору тинејџера              | Најбољи ТВ глумац: Комедија                                                      | Џери Трејнор                                                    | Номинација | [ 18 ] [ 19 ] |
| 2009   | Награда по избору тинејџера              | Омиљена пријатељска ТВ емисија                                                   | Џенет Макурди                                                   | Номинација | [ 18 ] [ 19 ] |
| 2009   | Награда по избору тинејџера              | Омиљени ТВ шоу: Комедија                                                         | Ај Карли                                                        | Номинација | [ 18 ] [ 19 ] |
| 2009   | Young Artist Awards                      | Најбоља перформанса у ТВ серији (Комедија или Драма) — Главни млади глумац       | Нејтан Крес                                                     | Номинација | [ 20 ]        |
| 2009   | Young Artist Awards                      | Најбоља перформанса у ТВ серији (Комедија или Драма) — Главна млада глумица      | Миранда Косгров                                                 | Освојено   | [ 20 ]        |
| 2009   | Young Artist Awards                      | Најбоља перформанса у ТВ серији (Комедија или Драма) — Главна млада глумица      | Џенет Макурди                                                   | Номинација | [ 20 ]        |
| 2009   | Young Artist Awards                      | Изванредна млада перформанса у ТВ емисији                                        | Миранда Косгров Нејтан Крес Џенет Макурди Ноа Манк              | Номинација | [ 20 ]        |
| 2009   | British Academy Children’s Awards        | БАФТА дечји глас: ТВ                                                             | Ај Карли                                                        | Номинација | [ 21 ]        |
| 2009   | Casting Society of America               | Изванредна достигнућа у глуми — Дечја емисија                                    | Криша Булок                                                     | Номинација | [ 22 ]        |
| 2010   | Награде по избору деце                   | Омиљена ТВ емисија                                                               | Ај Карли                                                        | Освојено   | [ 23 ]        |
| 2010   | Награде по избору деце                   | Омиљена ТВ глумица                                                               | Миранда Косгров                                                 | Номинација | [ 23 ] [ 24 ] |
| 2010   | Награда по избору деце Аустралија        | Омиљена ТВ емисија                                                               | Ај Карли                                                        | Освојено   | [ 25 ]        |
| 2010   | Награда по избору деце Аустралија        | ЛОЛ награда                                                                      | Миранда Косгров Нејтан Крес Џенет Макурди Џери Трејнор Ноа Манк | Освојено   | [ 25 ]        |
| 2010   | Награда по избору деце Аустралија        | Омиљена женска звезда                                                            | Миранда Косгров                                                 | Номинација | [ 25 ] [ 26 ] |
| 2010   | Награда по избору деце Аустралија        | Велика дечја награда                                                             | Џери Трејнор                                                    | Номинација | [ 25 ] [ 26 ] |
| 2010   | Primetime Emmy Awards                    | Изванредан дечји програм                                                         | Ај Карли                                                        | Номинација | [ 27 ]        |
| 2010   | Teen Choice Awards                       | Најбоља ТВ глумица: Комедија                                                     | Миранда Косгров                                                 | Номинација | [ 28 ] [ 29 ] |
| 2010   | Television Critics Association Awards    | Изванредна достигнућа у дечјој емисији                                           | Ај Карли                                                        | Номинација | [ 30 ]        |
| 2010   | Young Artist Awards                      | Најбоља перформанса у ТВ серији (Комедија или Драма) — Главна млада глумица      | Миранда Косгров                                                 | Номинација | [ 31 ]        |
| 2010   | Young Artist Awards                      | Најбоља перформанса у ТВ серији (Комедија или Драма) — Главни млади глумац       | Нејтан Крес                                                     | Номинација | [ 31 ]        |
| 2010   | Young Artist Awards                      | Најбоља перформанса у ТВ серији — Гостујућа млада глумица са 13 или мање година  | Џој Лутман                                                      | Номинација | [ 31 ]        |
| 2010   | Young Artist Awards                      | Изванредна достигнућа у глуми                                                    | Миранда Косгров Нејтан Крес Џенет Макурди Ноа Манк              | Номинација | [ 31 ]        |
| 2010   | Hollywood Teen TV Awards                 | Најбољи тинејџ глумац у комедији                                                 | Нејтан Крес                                                     | Номинација | [ 32 ]        |
| 2010   | Hollywood Teen TV Awards                 | Најбоља тинејџерска комедија                                                     | Ај Карли                                                        | Номинација | [ 32 ]        |
| 2010   | Kids' Choice Awards Mexico 2010          | Омиљена емисија                                                                  | Ај Карли                                                        | Освојено   | [ 33 ]        |
| 2010   | Kids' Choice Awards Mexico 2010          | Омиљени интернационални женски лик                                               | Миранда Косгров                                                 | Освојено   | [ 33 ]        |
| 2010   | Meus Prêmios Nick Brazil 2010            | Омиљена ТВ емисија                                                               | Ај Карли                                                        | Освојено   | [ 34 ]        |
| 2010   | British Academy Children’s Awards        | БАФТА дечји глас: ТВ                                                             | Ај Карли                                                        | Номинација | [ 35 ]        |
| 2010   | Casting Society of America               | Изванредна достигнућа у глуми — Дечја емисија                                    | Криша Булок                                                     | Номинација | [ 36 ]        |
| 2011   | Награда по избору деце                   | Омиљена ТВ емисија                                                               | Ај Карли                                                        | Освојено   | [ 37 ]        |
| 2011   | Награда по избору деце                   | Омиљена ТВ глумица                                                               | Миранда Косгров                                                 | Номинација | [ 37 ] [ 38 ] |
| 2011   | Награда по избору деце                   | Омиљена пријатељска ТВ емисија                                                   | Џенет Макурди                                                   | Освојено   | [ 37 ]        |
| 2011   | Награда по избору деце                   | Омиљена пријатељска ТВ емисија                                                   | Ноа Манк                                                        | Номинација | [ 37 ] [ 38 ] |
| 2011   | Награда по избору деце Енглеска          | Никелодион УК: Омиљена емисија                                                   | Ај Карли                                                        | Номинација | [ 39 ]        |
| 2011   | Награда по избору деце Енглеска          | Никелодион УК: Омиљена нарав                                                     | Џери Трејнор                                                    | Освојено   | [ 39 ]        |
| 2011   | Награда по избору деце Аустралија        | Омиљена ТВ емисија                                                               | Ај Карли                                                        | Номинација | [ 40 ] [ 41 ] |
| 2011   | Награда по избору деце Аустралија        | Омиљена ТВ звезда                                                                | Миранда Косгров                                                 | Номинација | [ 40 ] [ 41 ] |
| 2011   | Награда по избору деце Аустралија        | ЛОЛ награда                                                                      | Џенет Макурди                                                   | Освојено   | [ 40 ]        |
| 2011   | Primetime Emmy Awards                    | Изванредан дечји програм                                                         | Ај Карли                                                        | Номинација | [ 42 ]        |
| 2011   | Primetime Emmy Awards                    | Изванредне фризуре за мулти-камера серију или специјал                           | Епизода: „iStart A Fan War”                                     | Номинација | [ 43 ]        |
| 2011   | Primetime Emmy Awards                    | Изванредан мејкап за мултуи-камера серију или специјал                           | Епизода: „iStart A Fan War”                                     | Номинација | [ 44 ]        |
| 2011   | Награда по избору тинејџера              | Омиљени ТВ шоу. Комедија                                                         | Ај Карли                                                        | Номинација | [ 45 ] [ 46 ] |
| 2011   | Награда по избору тинејџера              | Омиљена ТВ глумица: Комедија                                                     | Миранда Косгров                                                 | Номинација | [ 45 ] [ 46 ] |
| 2011   | Награда по избору тинејџера              | Омиљена ТВ сецена са глумицом                                                    | Џенет Макурди                                                   | Номинација | [ 45 ] [ 46 ] |
| 2011   | Television Critics Association Awards    | Изванредна достигнућа у дечјој емисији                                           | Ај Карли                                                        | Номинација | [ 47 ] [ 48 ] |
| 2011   | Young Artist Awards                      | Изванредна достигнућа у глуми — Главна женска улога                              | Миранда Косгров                                                 | Номинација | [ 49 ]        |
| 2011   | Young Artist Awards                      | Изванредна достигнућа у ТВ серији — Споредна млада глумица са 10 или мање година | Ешли Швицер                                                     | Номинација | [ 49 ]        |
| 2011   | Gracie Allen Awards                      | Изванредна главна женска улога у комедији                                        | Миранда Косгров                                                 | Освојено   | [ 50 ]        |
| 2011   | People's Choice Awards                   | Омиљена породични ТВ филм                                                        | Епизода: „iPsycho”                                              | Номинација | [ 51 ]        |
| 2011   | Youth Rocks Awards                       | Најбоља заједничка глма (ТВ/Комедија)                                            | Ај Карли                                                        | Номинација | [ 52 ] [ 53 ] |
| 2011   | Награда по избору деце Мексико           | Омиљена интернационална ТВ емисија                                               | Ај Карли                                                        | Номинација | [ 54 ] [ 55 ] |
| 2011   | Награда по избору деце Аргентина         | Омиљена интернационална ТВ емисија                                               | Ај Карли                                                        | Освојено   | [ 56 ]        |
| 2011   | Meus Prêmios Nick Brazil 2011            | Омиљена ТВ емисија                                                               | Ај Карли                                                        | Номинација | [ 57 ] [ 58 ] |
| 2011   | Meus Prêmios Nick Brazil 2011            | Забавни лик                                                                      | Спенсер Шеј                                                     | Номинација | [ 57 ] [ 58 ] |
| 2011   | Meus Prêmios Nick Brazil 2011            | Забавни лик                                                                      | Сем Пакет                                                       | Освојено   | [ 58 ]        |
| 2011   | Casting Society of America               | Изванредна достигнућа у глуми — Дечја емисија                                    | Криша Булок                                                     | Номинација | [ 59 ]        |
| 2012   | Награда по избору деце                   | Омиљена ТВ емисија                                                               | Ај Карли                                                        | Номинација | [ 60 ]        |
| 2012   | Награда по избору деце                   | Омиљена ТВ глумица                                                               | Миранда Косгров                                                 | Номинација | [ 60 ]        |
| 2012   | Награда по избору деце                   | Најбоља ТВ пријатељска серија                                                    | Џенет Макурди                                                   | Освојено   | [ 60 ]        |
| 2012   | Награда по избору деце                   | Најбоља ТВ пријатељска серија                                                    | Нејтан Крес                                                     | Номинација | [ 60 ]        |
| 2012   | Награда по избору деце                   | Најбоља ТВ пријатељска серија                                                    | Џери Трејнор                                                    | Номинација | [ 60 ]        |
| 2012   | Primetime Emmy Awards                    | Изванредан дечји програм                                                         | Ај Карли                                                        | Номинација | [ 61 ]        |
| 2012   | Teen Choice Awards                       | Најбоља ТВ глумица: Комедија                                                     | Миранда Косгров                                                 | Номинација | [ 62 ] [ 63 ] |
| 2012   | Television Critics Association Awards    | Изванредна достигнућа у дечјој емисији                                           | Ај Карли                                                        | Номинација | [ 64 ] [ 65 ] |
| 2012   | Young Artist Awards                      | Најбоље перформансе у дечјој серији — Споредна млада глумица 17—21               | Викторија Џастис                                                | Номинација | [ 66 ]        |
| 2012   | Hollywood Teen TV Awards                 | Омиљена ТВ глумица                                                               | Миранда Косгров                                                 | Номинација | [ 67 ]        |
| 2012   | Hollywood Teen TV Awards                 | Омиљена ТВ емисија                                                               | Ај Карли                                                        | Номинација | [ 68 ]        |
| 2012   | Writers Guild of America                 | Дечја епизода и специјал                                                         | Епизода: „iLost My Mind”                                        | Номинација | [ 69 ]        |
| 2012   | Producers Guild Awards                   | Дечји програм                                                                    | Ај Карли                                                        | Номинација | [ 70 ]        |
| 2012   | Kids' Choice Awards Mexico 2012          | Омиљена интернационална ТВ емисија                                               | Ај Карли                                                        | Освојено   | [ 71 ]        |
| 2012   | Награда по избору деце Аргентина         | Омиљена интернационална ТВ емисија                                               | Ај Карли                                                        | Номинација | [ 72 ]        |
| 2012   | Meus Prêmios Nick Brazil 2012            | Омиљена ТВ емисија                                                               | Ај Карли                                                        | Номинација | [ 73 ] [ 74 ] |
| 2012   | British Academy Children’s Awards        | Интернационално                                                                  | Ај Карли                                                        | Номинација | [ 75 ]        |
| 2012   | Casting Society of America               | Изванредна достигнућа у глуми — Дечја емисија                                    | Криша Булок Џенифер Традвел                                     | Номинација | [ 76 ]        |
| 2013   | Producers Guild Awards                   | Изванредан дечји програм                                                         | Ај Карли                                                        | Номинација | [ 77 ] [ 78 ] |
| 2013   | Награда по избору деце                   | Омиљена ТВ емисија                                                               | Ај Карли                                                        | Номинација | [ 79 ]        |
| 2013   | Награда по избору деце                   | Омиљена ТВ глумица                                                               | Миранда Косгров                                                 | Номинација | [ 79 ]        |
| 2013   | Награда по избору деце                   | Омиљени зликовац                                                                 | Рид Александар                                                  | Номинација | [ 79 ]        |
| 2013   | Награда по избору деце Аустралија        | Аусиева омиљена никелодионова звезда                                             | Џенет Макурди                                                   | Номинација | [ 80 ]        |
| 2013   | Награда по избору деце Мексико           | Омиљена интернационална ТВ емисија                                               | Ај Карли                                                        | Номинација | [ 81 ]        |
| 2013   | Meus Prêmios Nick Brazil 2013            | Омиљена ТВ емисија                                                               | Ај Карли                                                        | Освојено   | [ 82 ]        |
| 2013   | Meus Prêmios Nick Brazil 2013            | Омиљена интернационални лик                                                      | Миранда Косгров                                                 | Освојено   | [ 82 ]        |
| 2013   | Meus Prêmios Nick Brazil 2013            | Омиљена интернационални лик                                                      | Џенет Макурди                                                   | Номинација | [ 82 ]        |
| 2013   | 65th Primetime Creative Arts Emmy Awards | Изванредан дечји програм                                                         | Ај Карли                                                        | Номинација | [ 83 ]        |
| 2014   | Producers Guild Awards                   | Изванредан дечји програм                                                         | Ај Карли                                                        | Номинација | [ 84 ]        |
| 2014   | ANMTVLA Awards                           | Најбоља дечја емисија у 2013.                                                    | Ај Карли                                                        | Освојено   | [ 85 ]        |
| 2014   | ANMTV Brazil Awards                      | Најбоља дјечја и адолесцентна емисија у 2013.                                    | Ај Карли                                                        | Освојено   | [ 86 ]        |